# Persone di nome Bernd
| Questa pagina contiene informazioni ricavate automaticamente dalle voci biografiche con l'ausilio del template Bio e di un bot. L'aggiornamento è periodico e automatico e ricostruisce completamente la pagina. Se manca una persona in questa lista, sei pregato di non aggiungerla, ma accertati piuttosto che la sua voce biografica contenga il template Bio e che i dati anagrafici siano correttamente compilati. Se il template Bio manca, inseriscilo tu stesso o, in alternativa, metti l'avviso {{tmp\|Bio}} che ne segnala la mancanza. Se i dati riportati sono sbagliati, correggi direttamente la voce biografica; le modifiche saranno visibili in questa lista entro pochi giorni. Per chiarimenti vedi il progetto antroponimi. La lista contiene solo le 80 persone che sono citate nell'enciclopedia e per le quali è stato implementato correttamente il template Bio. Pagina aggiornata al 16 ott 2024. |

Questa è una lista di persone presenti nell'enciclopedia che hanno il prenome Bernd, suddivise per attività principale.

## Allenatori di calcio(8)
- Bernd Dreher, allenatore di calcio e ex calciatore tedesco (Leverkusen, n. 1966)
- Bernd Hollerbach, allenatore di calcio e ex calciatore tedesco (Würzburg, n. 1969)
- Bernd Klotz, allenatore di calcio e ex calciatore tedesco (Pforzheim, n. 1958)
- Bernd Krauss, allenatore di calcio e ex calciatore tedesco (Dortmund, n. 1957)
- Bernd Patzke, allenatore di calcio e ex calciatore tedesco (Berlino, n. 1943)
- Bernd Stange, allenatore di calcio e ex calciatore tedesco (Doberschau-Gaußig, n. 1948)
- Bernd Storck, allenatore di calcio e ex calciatore tedesco (Herne, n. 1963)
- Bernd Thijs, allenatore di calcio e ex calciatore belga (Hasselt, n. 1978)

## Allenatori di pallacanestro(1)
- Bernd Motte, allenatore di pallacanestro tedesco (n. 1956)

## Arbitri di calcio(1)
- Bernd Heynemann, ex arbitro di calcio e politico tedesco (Magdeburgo, n. 1954)

## Astronomi(2)
- Bernd Koch, astronomo tedesco (n. 1955)
- Bernd Thinius, astronomo tedesco

## Attori(2)
- Bernd Herzsprung, attore tedesco (Amburgo, n. 1942)
- Bernd Schramm, attore, doppiatore e conduttore radiofonico tedesco (Berlino, n. 1951 - † 2005)

## Autori di giochi(1)
- Bernd Brunnhofer, autore di giochi tedesco (Graz, n. 1946)

## Baritoni(1)
- Bernd Weikl, baritono austriaco (Vienna, n. 1942)

## Calciatori(21)
- Bernd Bauchspieß, ex calciatore tedesco orientale (Zeitz, n. 1939)
- Bernd Besenlehner, calciatore austriaco (n. 1986)
- Bernd Bransch, calciatore tedesco orientale (Halle, n. 1944 - † 2022)
- Bernd Dobermann, calciatore tedesco orientale (Lipsia, n. 1944 - Lipsia, † 2022)
- Bernd Dörfel, ex calciatore tedesco (Amburgo, n. 1944)
- Bernd Dürnberger, ex calciatore tedesco occidentale (Kirchanschöring, n. 1953)
- Bernd Franke, ex calciatore tedesco occidentale (Bliesen, n. 1948)
- Bernd Gersdorff, ex calciatore tedesco (Berlino, n. 1946)
- Bernd Gschweidl, calciatore austriaco (Stockerau, n. 1995)
- Bernd Hobsch, ex calciatore tedesco (n. 1968)
- Bernd Hölzenbein, calciatore tedesco occidentale (Dehrn, n. 1946 - Francoforte sul Meno, † 2024)
- Bernd Jakubowski, calciatore tedesco orientale (Rostock, n. 1952 - Dresda, † 2007)
- Bernd Leno, calciatore tedesco (Bietigheim-Bissingen, n. 1992)
- Bernd Martin, calciatore tedesco (Stoccarda, n. 1955 - † 2018)
- Bernd Nehrig, ex calciatore tedesco (Heidenheim an der Brenz, n. 1986)
- Bernd Nickel, calciatore tedesco occidentale (Siegbach, n. 1949 - Siegbach, † 2021)
- Bernd Rupp, ex calciatore tedesco (n. 1942)
- Bernd Schmider, calciatore tedesco (Wolfach, n. 1955 - Offenburg, † 2014)
- Bernd Schulz, ex calciatore tedesco orientale (n. 1960)
- Bernd Wehmeyer, ex calciatore tedesco (Herford, n. 1952)
- Bernd Wunderlich, ex calciatore tedesco orientale (Stralsund, n. 1957)

## Canoisti(2)
- Bernd Duvigneau, ex canoista tedesco (Magdeburgo, n. 1955)
- Bernd Olbricht, ex canoista tedesco (Gnoien, n. 1956)

## Canottieri(3)
- Bernd Eichwurzel, ex canottiere tedesco (Oranienburg, n. 1964)
- Bernd Landvoigt, ex canottiere tedesco (Brandeburgo sulla Havel, n. 1951)
- Bernd Niesecke, ex canottiere tedesco (n. 1958)

## Cantanti(2)
- Bernd Clüver, cantante tedesco (Hildesheim, n. 1948 - Palma di Maiorca, † 2011)
- Bernd Spier, cantante tedesco (Ludwigslust, n. 1944 - † 2017)

## Cestisti(3)
- Bernd Kruel, ex cestista tedesco (Hagen, n. 1976)
- Bernd Röder, ex cestista e allenatore di pallacanestro tedesco (Amburgo, n. 1942)
- Bernd Volcic, ex cestista austriaco (Oberwart, n. 1976)

## Chimici(1)
- Bernd Michael Rode, chimico austriaco (Innsbruck, n. 1946 - Innsbruck, † 2022)

## Ciclisti su strada(3)
- Bernd Dittert, ex ciclista su strada e pistard tedesco (Genthin, n. 1961)
- Bernd Drogan, ex ciclista su strada tedesco (n. 1955)
- Bernd Gröne, ex ciclista su strada tedesco (Recklinghausen, n. 1963)

## Compositori(1)
- Bernd Alois Zimmermann, compositore tedesco (Erftstadt, n. 1918 - Frechen, † 1970)

## Dirigenti sportivi(1)
- Bernd Hoffmann, dirigente sportivo tedesco (Leverkusen, n. 1963)

## Drammaturghi(1)
- Heinrich von Kleist, drammaturgo, poeta e scrittore tedesco (Francoforte sull'Oder, n. 1777 - Berlino, † 1811)

## Fisici(1)
- Bernd Büchner, fisico tedesco (Bergisch Gladbach, n. 1961)

## Generali(1)
- Bernd Freytag von Loringhoven, generale tedesco (Arensburg, n. 1914 - Monaco di Baviera, † 2007)

## Hockeisti su ghiaccio(1)
- Bernd Brückler, hockeista su ghiaccio austriaco (Graz, n. 1981)

## Marciatori(1)
- Bernd Kannenberg, marciatore tedesco (Königsberg, n. 1942 - Münster, † 2021)

## Musicisti(1)
- Bernd Friedmann, musicista tedesco (Coburgo, n. 1965)

## Numismatici(1)
- Bernd Kluge, numismatico tedesco (Cottbus, n. 1949)

## Pallanuotisti(1)
- Bernd Strasser, ex pallanuotista tedesco (Lüdinghausen, n. 1936)

## Piloti automobilistici(3)
- Bernd Mayländer, pilota automobilistico tedesco (Waiblingen, n. 1971)
- Bernd Rosemeyer, pilota automobilistico tedesco (Lingen, n. 1909 - Mörfelden-Walldorf, † 1938)
- Bernd Schneider, ex pilota automobilistico tedesco (Sankt Ingbert, n. 1964)

## Piloti motociclistici(1)
- Bernd Hiemer, pilota motociclistico tedesco (Memmingen, n. 1983)

## Pistard(1)
- Bernd Barleben, ex pistard tedesco (Berlino, n. 1940)

## Pittori(1)
- Bernd Fasching, pittore e scultore austriaco (Vienna, n. 1955 - † 2021)

## Politici(3)
- Bernd Lange, politico tedesco (Oldenburg, n. 1955)
- Bernd Lucke, politico e economista tedesco (Berlino, n. 1962)
- Bernd Riexinger, politico tedesco (Leonberg, n. 1955)

## Procuratori sportivi(1)
- Bernd Schneider, procuratore sportivo e ex calciatore tedesco (Jena, n. 1973)

## Produttori cinematografici(1)
- Bernd Eichinger, produttore cinematografico, regista e sceneggiatore tedesco (Neuburg an der Donau, n. 1949 - Los Angeles, † 2011)

## Sciatori alpini(2)
- Bernd Felbinger, ex sciatore alpino tedesco (n. 1963)
- Bernd Stöhrmann, ex sciatore alpino austriaco

## Scultori(1)
- Bernd Lohaus, scultore, pittore e disegnatore tedesco (Düsseldorf, n. 1940 - Anversa, † 2010)

## Slittinisti(1)
- Bernd Hahn, ex slittinista tedesco orientale (Elbingerode, n. 1954)

## Tennisti(1)
- Bernd Karbacher, ex tennista tedesco (Monaco di Baviera, n. 1968)

## Velocisti(2)
- Bernd Cullmann, ex velocista tedesco (Idar-Oberstein, n. 1939)
- Bernd Herrmann, ex velocista tedesco (n. 1951)

## Senza attività specificata(1)
- Bernd Klingner, ex tiratore a segno tedesco (Oberlichtenau, n. 1940)